# ドーラン

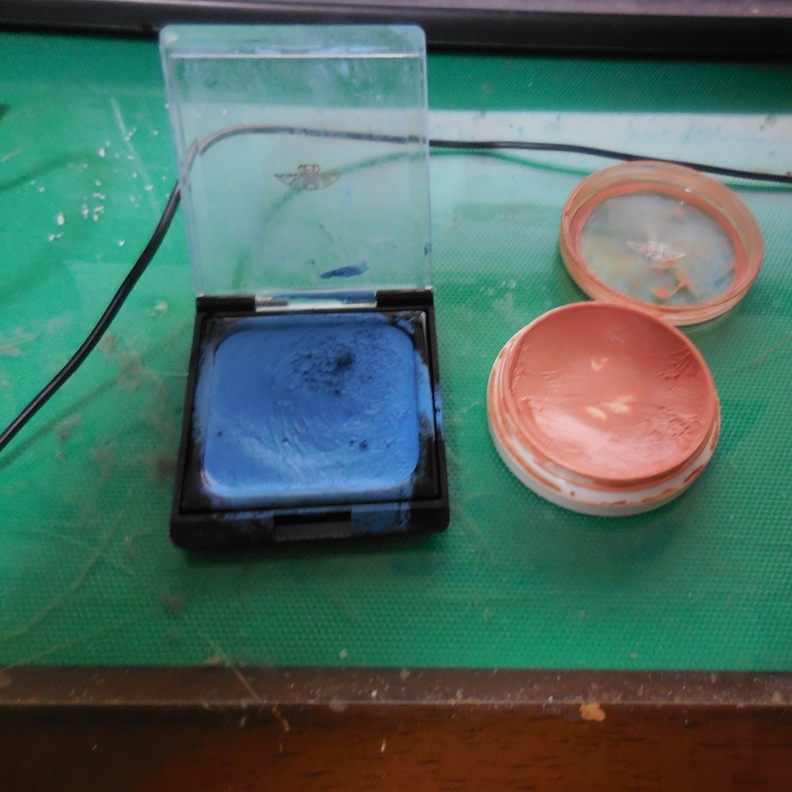
青とベージュのドーラン

ドーランとは、油性の練り白粉のことである。化粧品の一種として、主に演劇上演や映画撮影などでのメイク用途に使われる。
白や肌の色に近いものの他、用途によって多様な色で作製されている。
演劇以外にも、仮装やコスプレでのメイク、兵士のカモフラージュ（フェイスペイント）でも使用される。
漢字の当て字で「胴乱」と書くこともある。

## 使用方法
化粧用のスポンジで容器からすくい取り、肌に塗り伸ばすことで色をつける。
固めてスティック状にしたものは、直接肌に押し付けるように塗ることができる。スティック状の物はフランス語でbâton Dorin（バトン・ドーラン）と呼ばれる。

## 色
肌の色に合わせたベージュ、褐色などの色がある。さらに、特殊メイク用として、白、黒、赤、青、緑、黄色、茶色など、様々な色のドーランが存在する。

## 名称の由来
フランスの会社名（Dorin社）に由来するという説と、ドイツの会社名（Dohran社）に由来するという説がある。
『日本大百科全書(ニッポニカ)』（小学館）では、ドイツのドーラン社の宣伝により、社名がそのまま通称名になったとしている。同じく小学館から出ている『精選版 日本国語大辞典』や『デジタル大辞泉』でもドイツ社由来説を取る。
他方、平凡社の『百科事典マイペディア』では、上記と同様、フランスのドーラン（Dorin）社由来説を取る。

## 軍事用途
視覚的な偽装を目的に、黒、緑、茶色など、風景に溶け込む色のドーランを使用する。化粧とは逆に、顔の立体感や輪郭が捉えにくくなるように塗る。
顔にとどまらず、首筋や耳、腕といった肌が露出する部位に用いることで、自然の風景では浮いて見える肌の色を隠したり、地肌が光を反射することを防いで敵から見つかり難くなる。そのため、肌の色の濃淡にかかわらず行われる。
塗り分けのパターンにより敵味方を識別する目的で使用される場合もある。

## 主なメーカー
舞台用途としては日本国内では三善、舞台屋、ベンナイなどのメーカーの製品が主に使用される。